# Józef Łoskoczyński
Józef Łoskoczyński (ur. 1857, zm. 1928) – drzeworytnik warszawski, płodny i ceniony ksylograf.

## Życiorys
Czynny w latach 1872–1892; współpracował z ilustrowanym tygodnikiem „Kłosy”, jednak rytował głównie dla „Tygodnika Illustrowanego”, w którym znalazła się większość jego prac. Znakomicie odtwarzał w drzeworycie rysunki i prace malarskie takich artystów polskich jak: Michał Andriolli – Jałmużna, Józef Buchbinder – Nowy Rok 1884 oraz liczne portrety, Jan Chełmiński – Na przejażdżce, Józef Eismond – Targ za Żelazną Bramą, Julian Fałat – Z życia małego miasteczka, Juliusz Kossak – Książę Jeremi Wiśniowiecki na mogile, Ksawery Pillati – Wnętrze Teatru Rozmaitości, Piotr Stachiewicz – Był sobie dziad i baba. Z prac artystów-malarzy obcych należy wymienić: Mojżesz nad zwłokami Egipcjanina Paula Merwarta, Oliver Cromwell w Whitehall, przed wizerunkiem Karola I Juliusa Schradera, Przerwana nić Jeana Ernesta Auberta, Podarunek ślubny Émile'a Verneta Lecomte'go i Hieronim Savonarola przed sądem Paula René Reinickego.
W 1886 i 1888 roku został wyróżniony na Wystawach Ornamentacyjnych w Warszawie. W 1891 roku wystawiał drzeworyty na Międzynarodowej Wystawie Sztuki w Berlinie. W 1895 roku za swoje prace otrzymał brązowy medal na Wystawie Sztuki Drukarskiej w Petersburgu.

## Galeria wybranych drzeworytów

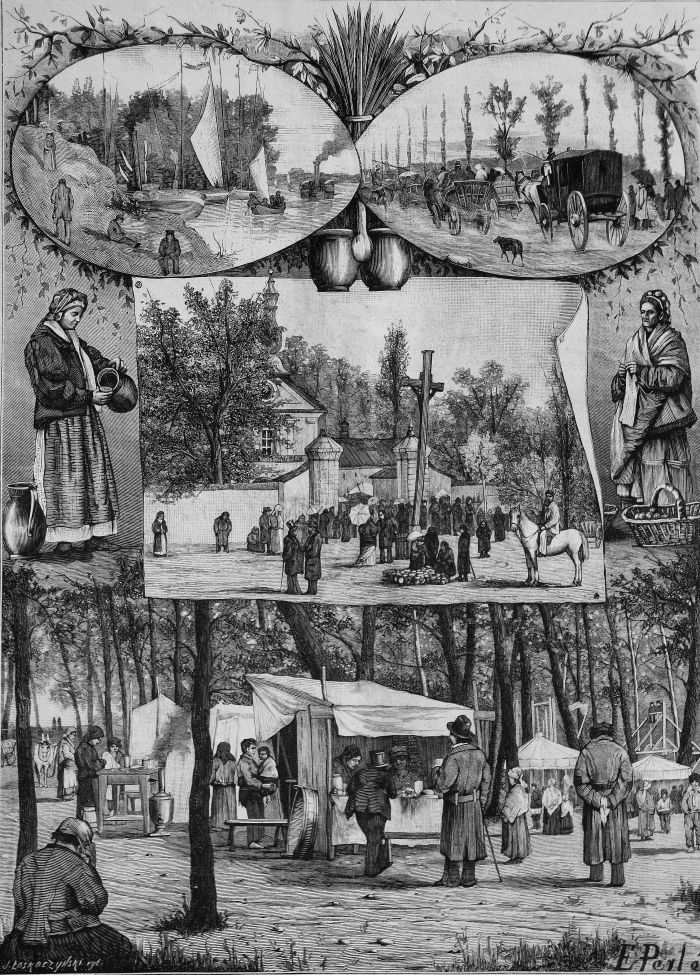
Bielany podczas Zielonych Świątek, 1882
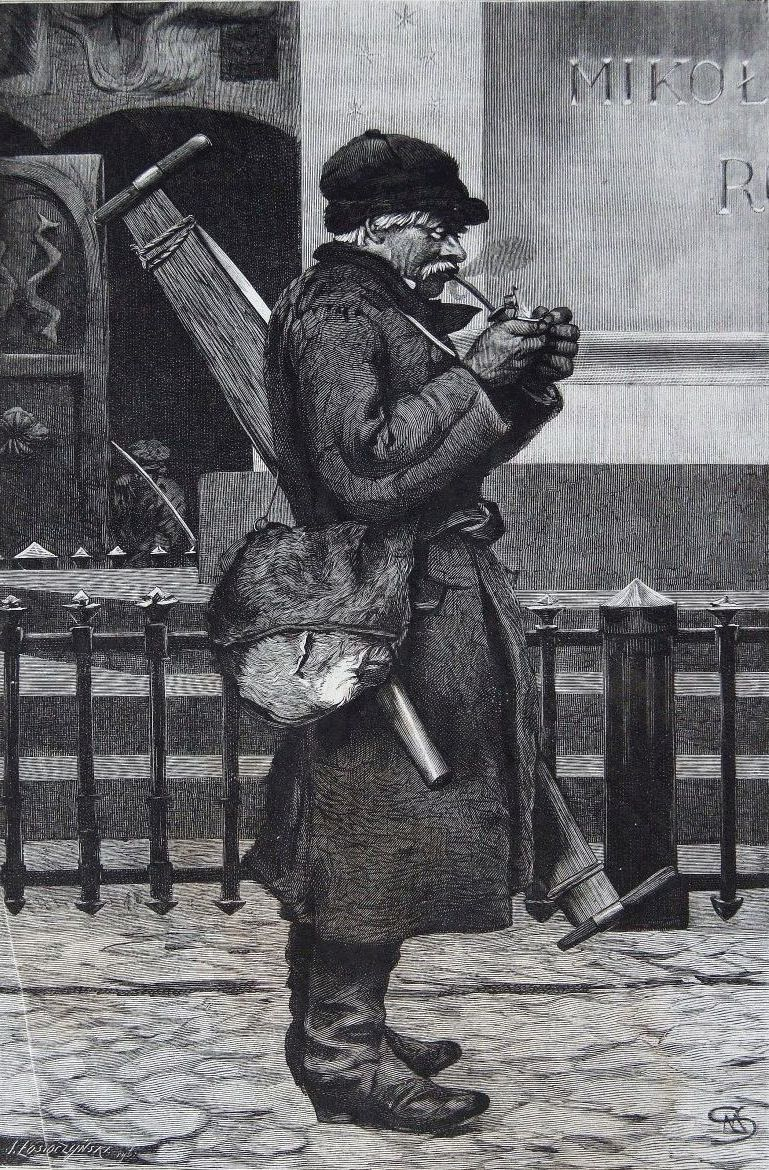
Tracz warszawski, 1882
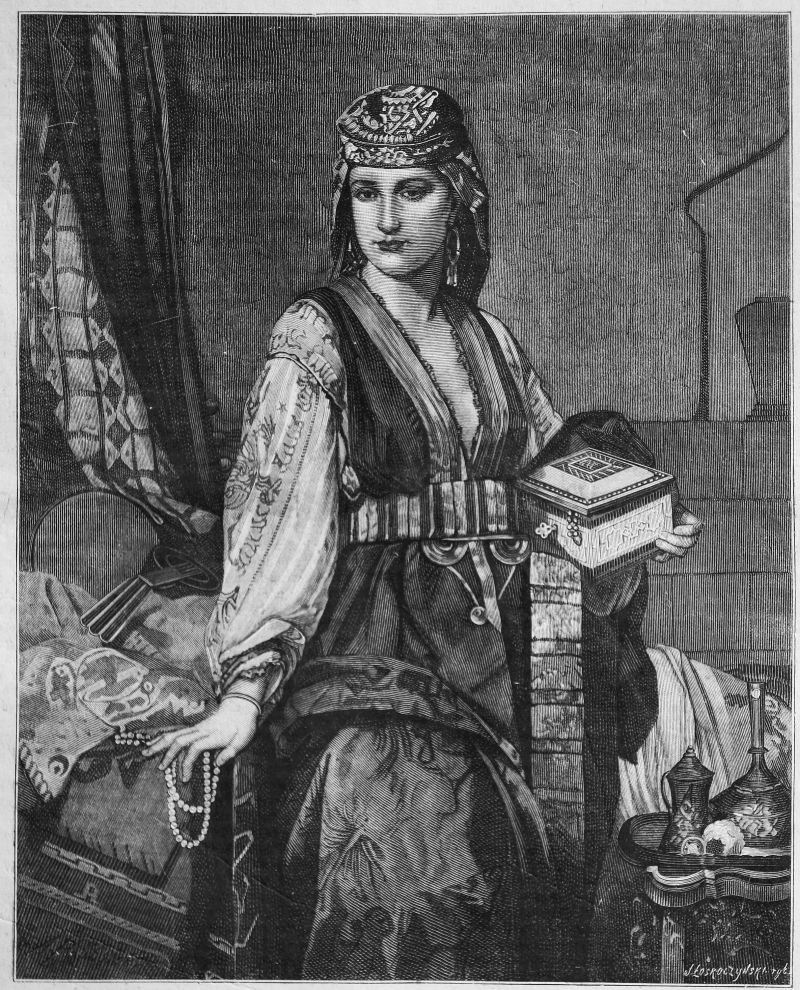
Podarunek ślubny, 1881
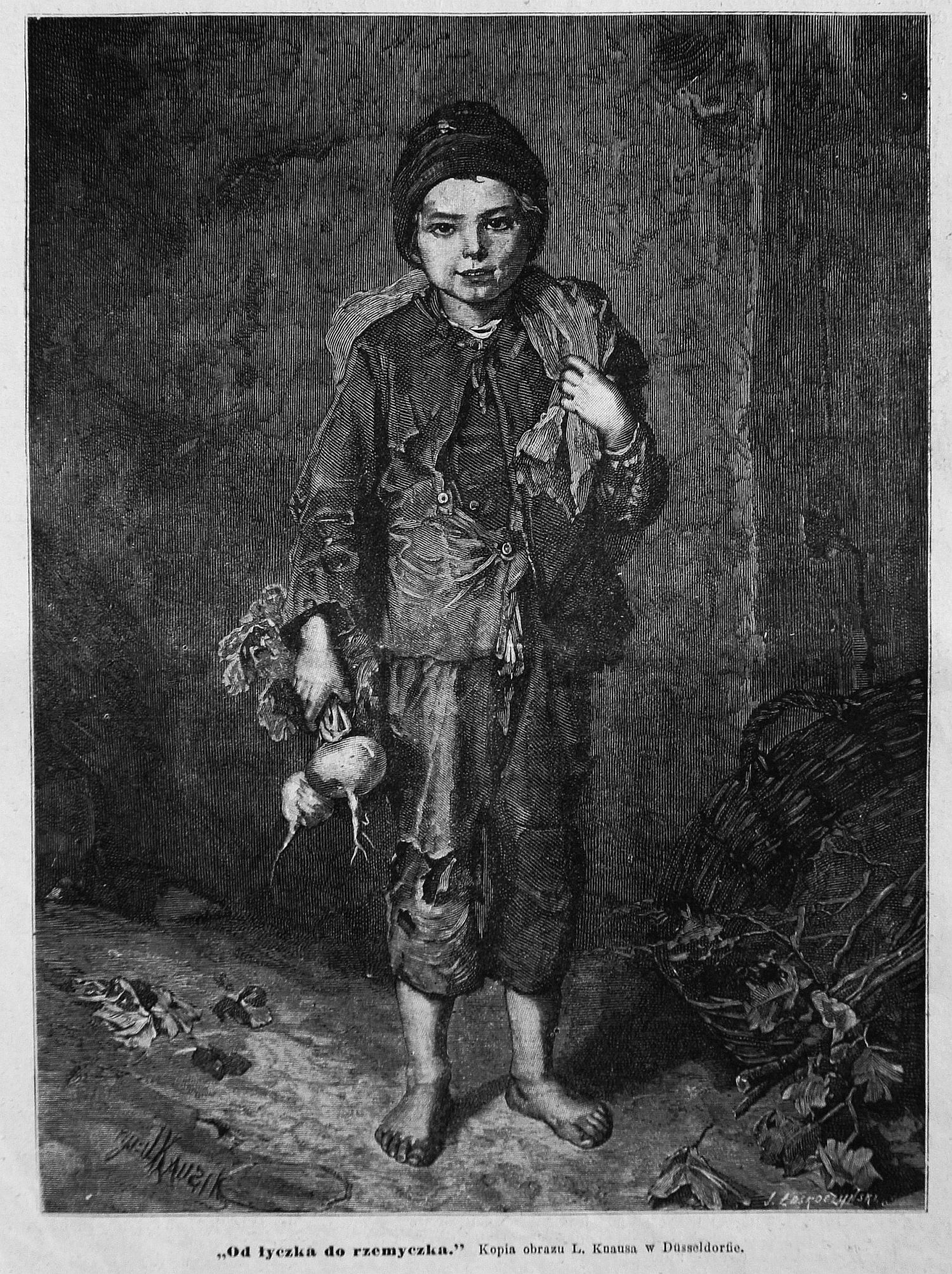
"Od łyczka do rzemyczka", 1881
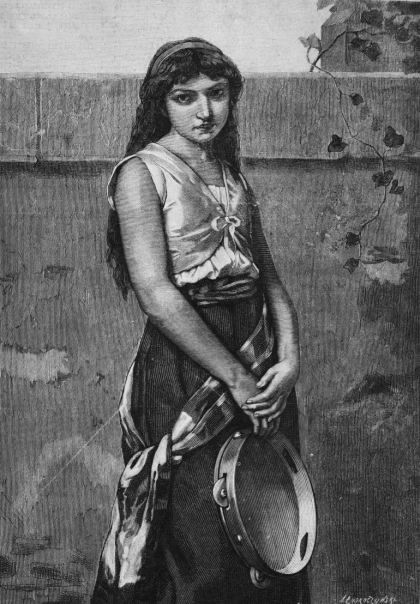
Mignon, 1881
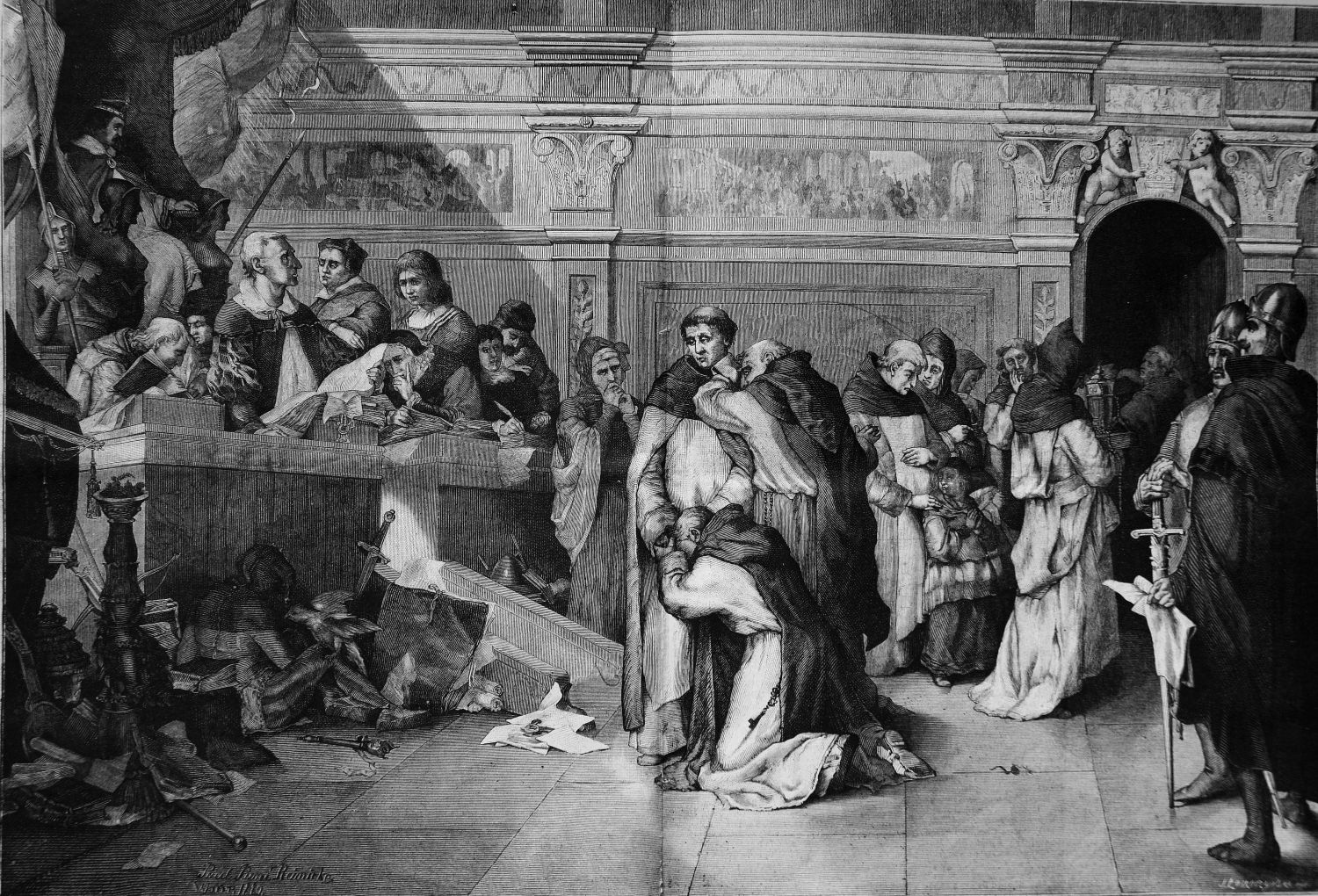
Hieronim Savonarola przed sądem, 1881